# Armand Vallin Feigenbaum
Pour les articles homonymes, voir Feigenbaum.
Armand Vallin Feigenbaum, né le 6 avril 1922 à New York (État de New York) et mort le 13 novembre 2014 à Pittsfield (Massachusetts), est un statisticien américain.

## Biographie
Professeur, il est un des théoriciens pour la gestion de la qualité.
Il est connu pour son expression et son concept de qualité totale (Total Quality Control, TQC). C'est le seul à avoir utilisé le mot Total. Il préconise une gestion « élargie » de la qualité, appliquée à toutes les étapes, de la conception du produit à sa livraison, plutôt que de se limiter, comme on le fait traditionnellement, à un contrôle de qualité au stade de la fabrication.
Il fonde en 1971 l'Académie internationale pour la qualité (en) avec Kaoru Ishikawa.
Il existe dans tous les secteurs de l'entreprise, une action globale homogène et parallèle. Avec la TQC, le premier et principal souci, c'est la qualité des gens.

Sa mise en œuvre nécessite la coopération effective de tous les membres de l'entreprise, direction, cadres, maîtres et ouvriers, dans tous les domaines d'activité des études de marché à la mise au point du produit, de la fabrication à la vente, etc. Il identifie trois dimensions de la qualité :
1. technique : caractéristiques et performances du produit
2. économique : satisfaire les besoins au moindre coût dans les délais prévus, en réduisant au minimum les dysfonctionnements internes
3. humaine : associer le personnel de l'entreprise à un projet commun, afin que chacun s'épanouisse et retrouve le goût du travail bien fait.

Il se limite exclusivement à la qualité en milieu industriel.